# Hepatozoon

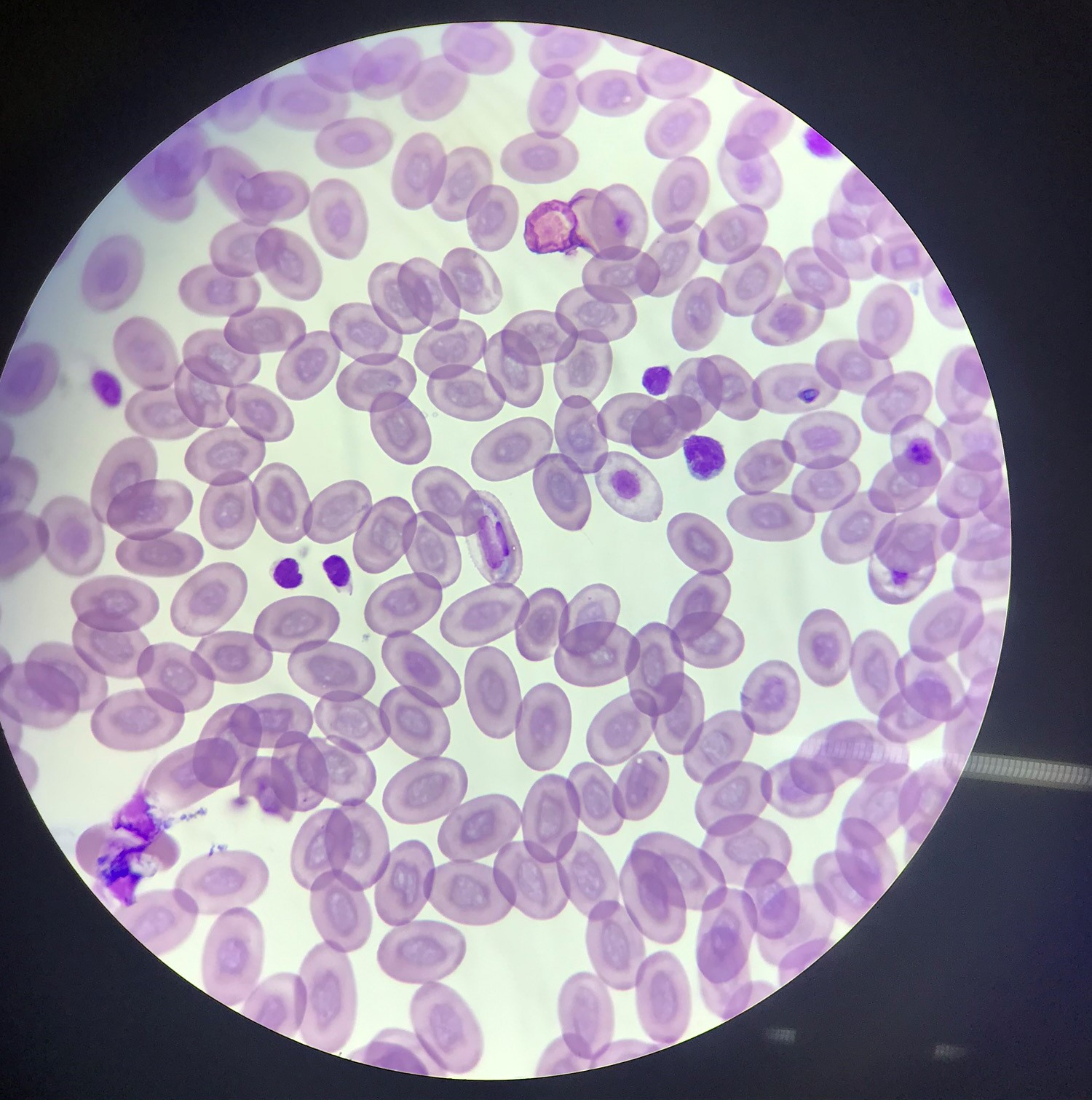
Plazí červená krvinka s hepatozoony.

Hepatozoon je rod patřící do skupiny chromalveolata a kmenu apikomplexa, která zahrnuje přes 300 druhů obligátních parazitů napadajících krvinky červené (erytrocyty) i bílé (leukocyty). Tento druh parazita byl popsán u všech skupin tetrapodních obratlovců, stejně jako u celé řady hematofágního hmyzu, kterého může využít jako vektor přenosu i jako definitivního hostitele. Tento rod se vyznačuje zdaleka největší biodiverzitou a prevalencí ze všech hemogregarin. Mají zajímavý životní cyklus, ve kterém chybí přenos pomocí slin mezi hostitelem a vektorem, který se u jiných apikomplex běžně vyskytuje. Přestože je prevalence velmi vysoká u obojživelníků a plazů, rod je mnohem známější ve veterinárních kruzích, jelikož způsobuje tick-borne disease nazývající se hepatozoonóza u některých savců.
Definitivními hostiteli mohou být obojživelníci, plazi, ptáci, ryby, savci. Mezihostiteli mohou být pijavky, roztoči, klíšťata a hmyz.

## Životní cyklus
Zástupci rodu Hepatozoon mají zejména komplexní životní cyklus, který se značně liší u množství druhů. Sexuální rozmnožování a sporogonie probíhá výlučně v hemocoelu bezobratlých (mezi)hostitelů, kteří jsou následně zkonzumováni hostitelem (obratlovcem). Sporozoiti následně migrují do jater, kde se asexuálně množí do velkého množství merogonie/schizogonie, produktem asexuálního rozmnožování jsou merozoiti. Merozoiti jsou uvolňovány do krevního řečiště, kde se tvoří gamonti jako poslední stádium vývoje v hostiteli (obratlovci). Gamonti jsou velcí a nápadní a zabírají mnoho prostoru uvnitř červených krvinek, díky tomu jsou dobře rozpoznatelní již v krevním roztěru pod mikroskopem. Když vektor saje na nakaženém hostiteli, gamonti jsou nasáti společně s krví do střeva, kde se začnou množit sexuálně a životní cyklus začíná od znova.
Tento zjednodušený životní cyklus je samozřejmě nedostatečný u druhů, které infikují obratlé i bezobratlé hostitele, které se navzájem neživí jeden na druhém, pro ty je potřeba mnohem složitější životní cyklus, zahrnující mezihostitele nebo paratenické hostitele. Například Hepatozoon sipedon infikuje komára a hady, ale od doby, kdy se hadi výlučně neživí komáry/hmyzem, muselo v evoluci dojít k zařazení mezihostitele, kterým je v tomto případě žába. Žába sežere komára a parazit se tak dostane do těla hostitele po požití infikované žáby, kruh je uzavřen, když komár začne sát na hadovi a nasaje tak gamonty z krve, kteří se v něm začnou pohlavně množit.

## Hepatozoonóza
Hepatozoonóza je onemocnění zvířat, kdy je zvíře nakaženo pozřením infikovaného klíštěte. Po pozření infikovaného klíštěte, ve kterém probíhá sexuální rozmnožování a sporogeneze, migrují sporozoiti do jater hostitele. Mezi zástupce způsobující toto onemocnění patří Hepatozoon muris a Hepatozoon canis, které typicky infikují myši a psy a Hepatozoon atticorae, který se nachází u ptáků.

## Hepatozoon canis
Hepatozoon canis se vyskytuje v teplých oblastech Starého světa, kde žije jeho přenašeč/vektor onemocnění klíště Rhipicephalus sanguineus. Gamonti se vyskytují v leukocytech. Oocysta se tvoří v tělní dutině klíštěte, pes se nakazí sežráním infikovaného klíštěte. Hepatoozon canis je veterinárně významný druh, nakažená zvířata trpí horečkami, hubnou a chátrají, jsou anemická a mají zvětšenou slezinu a játra. V ČR se vzácně mohou objevit nákazy psů získané při pobytu psa zahraničí.  V současnosti byl výskyt parazita v ČR zaznamenán ve 4 vzorcích od 8 psů.  Na Slovensku byla zaznamenána pozitivita u 1 % psů.
Kromě psů je k infekci parazitem Hepatozoon canis citlivá i řada dalších psovitých - liška obecná (Vulpes vulpes), šakal (Canis aureus) aj. Ve státech ležících severně od nejsevernějšího rozšíření vektora Rhipicephalus sanguineus je pozitivita lišek na parazita H. canis vysoká. V Polsku je to 43 %, v Rakousku 58,3 %, v Německu 45,2 %, na Slovensku kolísá pozitivita lišek od 7,1 do 20,4 %.  